# Regenerace (Star Trek: Enterprise)
Regenerace (v anglickém originále Regeneration) je epizoda seriálu Star Trek: Enterprise. Jde o dvacátý třetí díl druhé řady pátého seriálu ze světa Star Treku.

## Děj
Při průzkumu neznámých trosek v Arktidě objeví vyprošťovací tým zmrzlé mrtvoly, které nepatří lidem. Mají různé genetické profily a navíc byla jejich tkáň nahrazena množstvím technologických vylepšení. Postupem času vyjde najevo, že jejich krev obsahuje miniaturní zařízení, která opravují živou tkáň i poškozené součástky. Krátce poté jsou výzkumníci napadeni plně funkčním Borgem.
Protože se vyprošťovací tým nehlásí, podnikne admirál Forrest inspekční cestu do Arktidy. Na místě nikoho nenajde a transportní loď chybí. O celé události informuje kapitána Archera, protože Enterprise leží blízko předpokládané trasy uprchlíků. Hoshi zachytí nouzové vysílání tarkaleanského transportu a Archer se rozhodne jim pomoci. Po příletu na místo je tarkaleanská loď znehybněna a její posádka se podrobuje asimilaci. Na Archerovy výzvy odpoví Borgové palbou, takže jim Enterprise vyřadí zbraně. Z posádky transportu se nakonec podaří zachránit dva Tarkaleany, které Phlox důkladně analyzuje: některé jejich vnitřní orgány byly nahrazeny přístroji a nanosondy dále pokračují v přeměně těl na kyborgy. Stíhání Borgů dále pokračuje a mezitím si Archer projde staré záznamy. Podle jeho teorie se o těchto cizincích poprvé zmínil Zefram Cochrane ve svém projevu v Princetonu. Cochrane hovořil o kybernetických tvorech z budoucnosti, kteří se pokusili mu překazit první let warpem. T'Pol namítne, že Zefram byl známý svými smyšlenými příběhy a sklony k alkoholismu. Dva Tarkaleané na ošetřovně se proberou a napadnou Phloxe i strážného, a přitom vpíchnou doktorovi do těla nanosondy. Vzápětí utečou a začnou v útrobách Enterprise pracovat na zařízení neznámého účelu.
Trip analyzuje borgskou loď a objeví slabé místo, které by se dalo využít. Malcolm s bezpečnostním týmem najde Borgy, ale palba ze zbraní jim neublíží. Malcolm se stáhne a Archer nechá celou sekci uzavřít a dekomprimovat, čímž oba Borgy vypustí do vesmíru a tím je zabije. Phlox sám na sobě zkusí drastickou léčbu: vystaví se silné omikronové radiaci, která vadí mikroprocesorům uvnitř nanobotů. Enterprise dostihne borgskou loď, ale v tu chvíli začne fungovat tajemné zařízení na palubě a vyřadí pohon i zbraně. Archer s Reedem se přenesou na nepřátelské plavidlo a probojují si cestu k EPS rozdělovači, aby zde umístili nálože. Poté se transportují zpátky na Enterprise, nálože odpálí a těžce poškozenou borgskou loď rozstřílí torpédy. Phloxova léčba je úspěšná, takže jediným neúspěchem mise je fakt, že se Borgům podařilo odvysílat souřadnice Země kamsi do Delta kvadrantu...